# 1943 en Bretagne
 Chronologie de la Bretagne
- 1939
- 1940
- 1941
- 1942
- 1943
- 1944
- 1945
- 1946
- 1947

Cette page recense des événements qui se sont produits durant l'année 1943 en Bretagne.

## Société

### Naissance
- à Brest : Danielle Allain-Guesdon, poétesse et aquarelliste[1],[2]  française. Elle est membre de la Société des Aquarellistes de Bretagne[3],[4] (SAB).

- 11 décembre à Brest : Michel Herjean, militant syndicaliste et indépendantiste breton. Il participe activement aux événements de mai 1968 et à toutes les luttes à l’arsenal de Brest. Il adhère à Strollad ar Vro en 1973 et est candidat aux élections cantonales (canton de Brest-Recouvrance) où il s’opposera à Francis Le Blé, maire P.S. de Brest. Plus tard, il rejoint le FASAB (Front Socialiste Autogestionnaire Breton). Il s’investit dans les luttes populaires en Bretagne (comité antinucléaire, anti-remembrement, anti-marées noires) à l’intérieur des COBAR.